# Comadia redtenbacheri
Comadia redtenbacheri is een vlinder uit de familie van de houtboorders (Cossidae). De wetenschappelijke naam van de soort is voor het eerst geldig gepubliceerd in 1848 door Hammerschmidt.
De rups wordt als 'worm' toegevoegd bij verschillende merken mescal.